# 奥尔施泰特
奥尔施泰特（德語：Auerstedt，發音：[ˈaʊ̯ɐʃtɛt]）是德国图林根州魏玛地区县曾经的一个市镇，面积8.48平方千米，2014年1月10日人口为492人。2012年12月31日，奥尔施泰特与另外4个市镇并入市镇巴特苏尔察。